# Nörvenicher Wald
Nörvenicher Wald este o arie protejată (arie specială de conservare — SAC, sit de importanță comunitară — SCI) din Germania întinsă pe o suprafață de 224,33 ha, integral pe uscat.

## Localizare
Centrul sitului Nörvenicher Wald este situat la coordonatele 50°49′35″N 6°39′42″E / 50.8264°N 6.6617°E.

## Înființare
Situl Nörvenicher Wald a fost declarat sit de importanță comunitară în ianuarie 2006.

## Biodiversitate
Situată în ecoregiunea atlantică, aria protejată conține 1 habitat natural: Păduri de stejar sau de stejar și carpen sub-atlantice și medio-europene de Carpinion betuli.
La baza desemnării sitului se află o specie protejată de  mamifere: liliac cu urechi mari (Myotis bechsteinii).